# Ceremonial Castings
A Ceremonial Castings egy amerikai szimfonikus black metal zenekar volt.

## Története
Jake és Nick Superchi alapították 1996-ban. A Washington állambeli Battle Ground városból származik a zenekar. Szövegeik fő témái a fekete mágia, a rituálék és a boszorkányság. Jake és Nick továbbá több egyéb zenekart is "üzemeltet". 2014-ben feloszlottak.

## Diszkográfia
- Into the Black Forest of Witchery (2002)
- Midnight Deathcult Phenomena (2003)
- Universal Funeral March (2003)
- Into the Black Forest of Witchery (2004)
- Immortal Black Art (2005)
- Barbaric is the Beast (2006)
- Salem 1692 (2008)
- March of the Deathcult (2011)
- Bewitching Black Metal (2013)
- Cthulu (2014)

## Egyéb kiadványok

### Demók
- Demo '97 (1997)
- 13 Roses (2000)
- Vampiria - The Second Coming (2000)
- The Garden of Dark Delights (2001)
- The Chaos Chapter (2002)
- The Extermination Process (2003)

### EP-k
- Fullmoon Passions (2002)
- Reign in Hell: A Tribute to Slayer (2013)

### Split lemezek
- The Qlippothic Triad (2003)

### Válogatáslemezek
- Beast in Black (2010)

### Koncertalbumok
- Bewitching Black Metal (2013)